# Segona dinastia de Kish
La segona dinastia de Kish és un llistat que es conserva dels llegendaris reis sumeris que van exercir l'hegemonia amb centre a Kish, després que Awan deixés de dominar el territori de Sumer. Com es pot veure a la llista reial sumèria, el temps de regnat és desmesurat el que indica que no es tracta de verdaders reis sinó de figures llegendàries. L'hegemonia sobre Sumer va passar després a Hamazi.

## Segona Dinastia deKish
- Susuda de Kish: 201 anys
- Dadasig de Kish: 81 anys
- Mamagal de Kish: 360 anys
- Kalbum de Kish: 195 anys
- Tuge de Kish: 360 anys
- Men-Nuna de Kish: 180 anys
- ? de Kish: 290 anys (Enbi-Ishtar?)
- Lugalngu de Kish: 360 anys.[1]